# Великобурлукский сыродельный завод
Великобурлукский сыродельный завод (укр. Великобурлуцький сироробний завод) — предприятие молочной промышленности в посёлке городского типа Великий Бурлук Великобурлукского района Харьковской области

## История
Предприятие было создано в начале 1970х годов как Великобурлукский маслодельный завод, в 1977 году было преобразовано в сыродельный завод и в советское время являлось крупнейшим предприятием посёлка.
После провозглашения независимости Украины государственное предприятие было преобразовано в открытое акционерное общество.
В конце 2000 года владельцем завода стала харьковская компания АО "Концерн "АВЭК и Ко".
В конце августа 2002 года завод начал производство швейцарского сыра.
В октябре 2005 года завод был сертифицирован на соответствие стандартам HACCP.
В 2006 году завод прошёл аттестацию на соответствие государственным стандартам производства молочной продукции.
28 декабря 2007 года после завершения проверки предприятия Федеральная служба по ветеринарному и фитосанитарному надзору Российской Федерации предоставила заводу право поставлять продукцию в Россию.
В январе 2008 года завод производил 14 наименований сыра, сливочное масло и сухое молоко, но начавшийся в 2008 году экономический кризис и возникшая в 2009 году необходимость выполнения реконструкции очистных сооружений стали причиной продажи завода новым собственникам. По состоянию на начало апреля 2009 года, производственные мощности предприятия позволяли перерабатывать 30 тонн молока в сутки, численность работников завода составляла 400 человек.
В дальнейшем, рост закупочных цен на молоко на рубеже 2009 - 2010 гг. ухудшил положение завода.
2010 год завод закончил с убытком 968 тыс. гривен, возникла задолженность перед поставщиками за поставленное молоко, которая к началу июля 2011 года достигла 3 млн. гривен, но в дальнейшем положение предприятия стабилизировалось.
До 2012 года основной продукцией являлись твёрдые сычужные сыры и сливочное масло, в дальнейшем была предпринята попытка переориентировать завод на выпуск молочных и кисломолочных продуктов, которая оказалась неуспешной. Также, в 2012 году завод был привлечён к ответственности за незаконную добычу воды из артезианской скважины, после чего положения предприятия осложнилось.
В январе 2013 года завод остановил работу. В это время численность работников предприятия составляла 200 человек, владельцем 99,27% акций завода являлась компания "Стэффорд Энтерпрайзис Лимитэд" (Кипр). В дальнейшем, в период с января 2013 до июля 2017 года завод не функционировал.
В январе 2016 года завод был выставлен на продажу, в это время в состав предприятия входили мощности по приёмке молока (до 300 т в сутки), цех по производству твёрдых сыров (до 28 т в сутки), цех по производству сливочного масла (до 6 т в сутки) и цех по производству сухих молочных продуктов (до 7 т в сутки).
После смены собственника, 27 июля 2017 года завод возобновил производственную деятельность, в это время перерабатывающие мощности предприятия обеспечивали возможность производства 28 тонн сыра в сутки, численность работников составляла 120 человек.

## Современное состояние
Завод является одним из крупнейших действующих предприятий Великобурлукского района Харьковской области.
В октябре 2021 года стало известно, что АО «Великобурлукский Сыродельный Завод» выставили на продажу. Причиной стал выход из инвестиций.